# Half-Life: Alyx
Half-Life: Alyx je first-person shooter pro virtuální realitu podporovaný operačním systémem Windows nebo Linux s libovolným hardwarem podporující režim SteamVR. Jedná se celkem o třetí díl ze série Half-Life, ale první, který podporuje virtuální realitu. Hru vydala společnost Valve Corporation v roce 2020.

## Příběh
Příběh hry je zasazen mezi prvním a druhým dílem série Half-Life. Příběh se odehrává někde ve východní Evropě ve městě City 17 (pravděpodobně v Rusku, protože většina plakátů a nápisů je v ruštině). Mimozemšťané, známí jako Combine, ovládli Zemi a toto město se stalo jejich hlavním sídlem. Hlavní postavou je zde Alyx, dcera Eliho Vance, výzkumníka z laboratoří Black Mesa. Oba jsou v této hře zapojeni do odboje proti mimozemské rase Combine. Alyx se snaží zachránit ze zajetí svého otce a míří k mimozemskému trezoru, který údajně uchovává tajemnou super zbraň.

## Vývoj
Hra běží na herním enginu Source 2, který vyvinula také společnost Valve Corporation v roce 2015 jakožto vylepšenou verzi enginu Source. První hra, která tuto verzi využila, byla Dota 2, dále na něm kromě Half-Life: Alyx běží i Dota Underloads nebo Counter-Strike 2. Po vydání enginu společnost Valve prohlásila, že bude podporovat grafické API Vulkan a bude využívat nový physical engine Rubikon, který nahradí potřebu Havok nástrojů.

## Vydání
Ke hře je nutný hardware podporující režim SteamVR. Jako VR headset se dá využít například Valve Index, ke kterému hráč obdrží hru Half-Life: Alyx zdarma.
Valve udělalo vše pro to, aby co nejvíce lidí mohlo tuto hru hrát za použití všech VR platforem. Soustředilo se na to, aby mechaniky fungovaly na jakémkoliv VR headsetu. Podle jednoho z vývojářů už od prvního dne vývoje jeho tým využíval kombinaci Oculus, HTC Vive a Windows MR, aby si byli jisti, že všechny interakce budou fungovat na každém ze zařízení.

## Přijetí
Hra byla chválena za svou optimalizaci.